# 甬兴证券
甬兴证券有限公司，于2020年1月22日获得证监会核准设立，3月16日取得营业执照，10月26日获批《经营证券期货业务许可证》，并于同年11月9日正式开业，是国内十余年来批准设立的首家内资证券公司。公司注册地为宁波市，注册资本为人民币20亿元，为宁波开发投资集团有限公司全资子公司。业务范围为证券经纪、证券投资咨询、证券自营、证券承销与保荐、证券投资基金销售，并在全国设有3家分公司和21家营业部。
2019年12月，正在申请新设的甬兴证券接盘处于行政清算中的华信证券资产。2020年11月13日，上海证券交易所和深圳证券交易所正式终止华信证券会员资格，并接纳甬兴证券成为会员。
甬兴证券将扎根宁波作为自己的发展基础。2021年9月23日，富佳实业成功过会，开业不到一年的甬兴证券斩获首单IPO。